# Antiprisma quadrado achatado
Em geometria, o antiprisma quadrado achatado é um dos sólidos de Johnson (J85). É um dos sólidos de Johnson elementares que não surgem de manipulações de "corte e cola" dos sólidos platônicos ou arquimedianos embora seja um parente do icosaedro que tem quatro simetrias em vez de três. Também pode ser construído como uma giroanticúpula quadrada, conectando duas anticúpulas com orientações rotacionadas.